# Help Us Stranger
Help Us Stranger – trzeci album studyjny amerykańskiej grupy rockowej The Raconteurs, którego premiera zaplanowana jest na 21 czerwca 2019 roku. Płyta nagrana została w Third Man Studio w Nashville (Tennessee), a zmiksowana w Blackbird Studios w Nashville. Za produkcję albumu odpowiada The Raconteurs i Joshua V. Smith, a za miks Vance Powell.
Jest to pierwszy premierowy materiał grupy od czasu wydanego 11 lat wcześniej "Consolers of the Lonely".

## Zapowiedzi i single
W związku z dziesiątą rocznicą wydania albumu "Consolers of the Lonely" z 2008 roku, wytwórnia Third Man Records ogłosiła specjalne winylowe wydanie tego albumu. Dodatkowo przygotowane zostały 7-calowe płyty z dwoma nowymi utworami grupy. "Sunday Driver" i "Now That You're Gone" były pierwszym opublikowanym materiałem zespołu od czasu wcześniej wspomnianego albumu. Miały być też zapowiedzią nowego albumu The Raconteurs, mającego ujrzeć światło dzienne w 2019 roku
Oba utwory wraz z teledyskami miały swoją premierę 19 grudnia 2018 roku. 
2 kwietnia 2019 roku opublikowana została okładka nowego wydawnictwa, tytuł, data premiery, a także nazwy wszystkich dwunastu utworów mających się na nim znaleźć. Otwarty został także preorder do specjalnego winylowego wydania, do którego dołączony został m.in. 7-calowy winyl z wersjami demo utworów "Help Us Stranger" i "Somedays". 
10 kwietnia na platformie Bandcamp premierę miał "Hey Gyp (Dig the Slowness)" będący coverem utworu Donovana. Dwa dni później został udostępniony także na innych platformach. 
17 maja premierę miał singiel "Help Me Stranger" na platformach streamingowych. Tego samego dnia na Youtube pojawił się teledysk do utworu. 

## Teledyski
Klip do "Sunday Driver" opublikowany został 19 grudnia 2018 roku. Reżyserem teledysku jest Steven Sebring.
Klip do "Now That You're Gone" miał premierę tego samego dnia. Za reżyserię odpowiada Dikayl Rimmasch. Wystąpiła w nim Gia Genevieve. 
Oba teledyski nakręcone zostały tydzień przed premierą. 
Za reżyserię teledysku do singla "Help Me Stranger" odpowiada Yasuhiko Shimizu. Powstał w mieście Kimitsu w Japonii.

## Lista utworów
Kompozytorami wszystkich utworów są Jack White i Brendan Benson. Wyjątkiem jest "Hey Gyp (Dig the Slowness)" autorstwa Donovana.
1. Bored and Razed
2. Help Me Stranger
3. Only Child
4. Don’t Bother Me
5. Shine The Light On Me
6. Somedays (I Don’t Feel Like Trying)
7. Hey Gyp (Dig the Slowness) (2:26)
8. Sunday Driver (3:40)
9. Now That You're Gone (3:48)
10. Live A Lie
11. What's Yours Is Mine
12. Thoughts and Prayers

## Twórcy
The Raconteurs:
- Patrick Keeler
- Brendan Benson
- Jack White
- Jack Lawrence

Dodatkowi:
- Dean Fertita - instrumenty klawiszowe
- Lillie Mae Rische
- Scarlett Rische

Produkcja:
- Joshua V. Smith - inżynieria
- Vance Powell - miks